# 판처베르퍼
독일은 다른 나라에 비해 장갑차를 군사용으로 실용화하였다. 판저베르퍼는 4.5t의 장갑차 Sd.Kfz4에 150mm 42형 네벨베르퍼 다연장 로켓발사기를 장착하였다. 차체는 8mm 두께의 장갑판으로 만들어졌으며 후방 윗부분 선회가 가능한 다연장 로켓포가 탑재되었다. 로켓포는 150mm 42형 로켓포이다. 로켓포 앞쪽에는 탄약 적재실이 설치되었고, 20발의 로켓포를 적재할 수 있었다. 1944년 3월까지 300대가 만들어졌다.

## 관련 자료
- Baschin, J.; Block, M.; Nelson, J. & Tippmann, H. (2013). 《Nebel-, Panzer- und Vielfachwacher》 (영어독일어) 30. Neumünster: Nuts & Bolts Verlag.
- Stephan Ward, Panzerwerfer 42 auf Maultier in Action (missing-lynx.com) (accessed 2020-04-22)